# 清华大学学生宿舍1-4号楼

清華大學學生宿舍1號樓

清華大學學生宿舍2號樓

清華大學學生宿舍3號樓

清華大學學生宿舍4號樓

清华大学学生宿舍1-4号楼，又稱老樓1-4号楼，是清華大學早期的學生宿舍，建於1954年，設計者為汪國瑜、周維權。老樓1-4号楼都是4層樓，組成兩個大院，皆採用「大屋頂」的設計形式。

## 历史
老樓1-4号楼是中華人民共和國成立之後清华大学建设的第一批校园建筑，具有“社会主义内容，民族形式”的建築風格。這四棟學生宿舍採取傳統的轴线对称布局，屋顶的設計採用中國傳統方式：建筑立面的处理手法借鉴了苏联的西方古典主义建筑传统。
2007年，老樓1-4号楼被北京市文物局列為第一批北京优秀近现代建筑保护名录。2009年，老樓1-4号樓获得“中国建筑学会建筑创作大奖”。2016年，1-3号宿舍楼被列入為首批中国20世纪建筑遗产。